# Perlavia

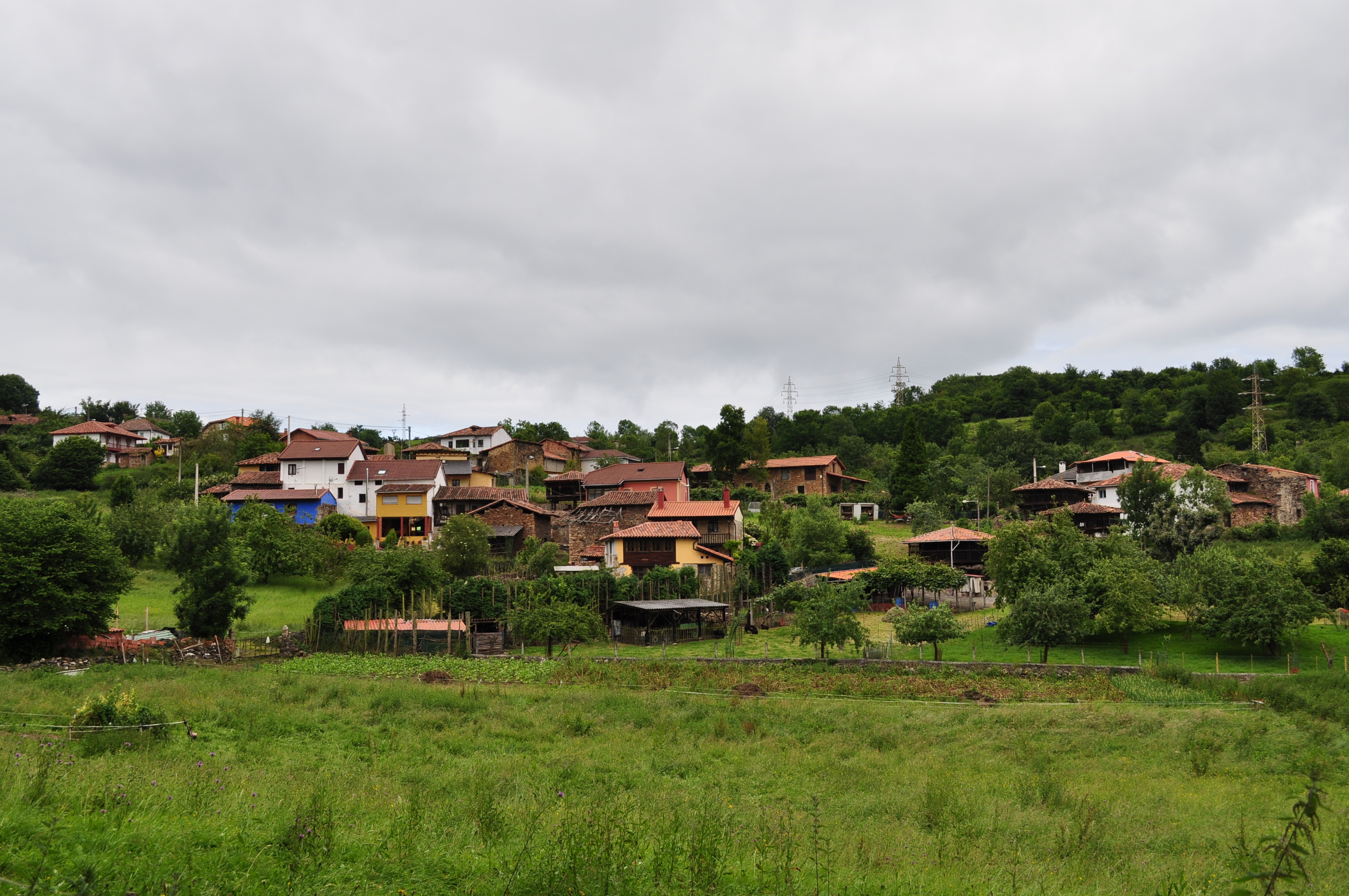
Perlavia.

Perlavia é um lugar da parroquia ovetense de Trubia, em Astúrias, Espanha.
Está situado a 14,9 km de Oviedo, na ladera esquerda do vale do Trubia, a uma altitude que varia entre os 370 e os 410 metros. Acede-se a ele por um desvio na estrada AS-313. Por embaixo do povo encontram-se terrenos para cultivos.
Conta com uma população de 50 pessoas (2017), que habitam em casas de arquitectura tradicional, apresentando algumas escadas exteriores e corredores. Também se podem encontrar vários hórreos bem conservados, com talhas e relevos artísticos.
Acha-se que seu nome prove/provem de per illam apiam, que significa junto ao abia, junto ao rio.